# Новейшее время
Новейшее время (новейшая история, современная история) — часть всемирной истории, которая описывает исторический период примерно с 1917/1918 года по настоящее время.
В исторической науке существуют различные точки зрения как по поводу нижней хронологической границы (то есть даты его начала) новейшего времени, так и по поводу места новейшего времени в периодизации всемирной истории. Часть историков рассматривает новейшую (современную) историю как часть позднего Нового времени, другая часть историков полагает, что новейшая история — это самостоятельный исторический период, наряду с ранним Новым временем и поздним Новым временем.

## Определения понятия
В англоязычной исторической науке термин «современная история» (англ. contemporary history) используется по крайней мере с начала XIX века, но ныне применяется в основном к периоду после 1945 года. В немецкоязычной литературе понятие «современная история» (нем. Zeitgeschichte) возникло сразу после Второй мировой войны и первоначально применялось к периоду с начала XX века, однако в настоящее время началом современной истории считается 1945 год. В русскоязычной исторической литературе термин «новейшая история» используется с XIX века, тогда он применялся к историческому периоду, начавшемуся Великой французской революцией. Такой же периодизации придерживаются современные французские историки, отсчитывающие «современную эпоху» (фр. époque contemporaine) от Французской революции и наполеоновских войн. В советской историографии термин «новейшая история» применялся к историческому периоду после Октябрьской революции в России. В современной российской исторической литературе начало «новейшего времени» датируется рубежом XIX—XX веков либо заключительным периодом Первой мировой войны (1917—1918 годы).

## Период до 1945 года
В первой половине XX века мир пережил серию великих конфликтов — Первую и Вторую мировые войны. Ближе к концу Первой мировой войны (1914—1918 годы) произошли две русские революции и началась гражданская война в России. 1920-е годы стали свидетелями значительного роста благосостояния, когда большая часть мира переживала быстрый экономический рост и осваивала новые технологии. В 1930-е годы наступила Великая депрессия. В межвоенный период была сформирована Лига Наций для решения глобальных проблем, но она не смогла заручиться достаточной поддержкой ведущих держав, а серия кризисов привела мир ко Второй мировой войне (1939—1945 годы).

## Период после 1945 года

### Холодная война
Холодная война между Соединёнными Штатами и Советским Союзом началась в 1947 году и длилась до 1991 года. Холодная война характеризовалась разделением стран мира на два лагеря — капиталистический и социалистический. Вместе с тем, после 1945 года возникло множество новых независимых государств. Индия стала независимой в 1947 году. На протяжении всего периода с сентября 1947 года холодная война выражалась в военных коалициях, шпионаже, разработке оружия, вторжениях, пропаганде и технологическом развитии. СССР и страны соцлагеря создали Восточный блок и Варшавский договор. Соединённые Штаты и капиталистические страны начали политику сдерживания коммунизма и создали с этой целью НАТО. Разрастание Холодной войны привело к росту расходов на оборону, гонке обычных и ядерных вооружений и развязыванию опосредованных войн, при этом две сверхдержавы никогда не воевали друг с другом напрямую.
Холодная война завершилась революциями 1989 года, саммитом на Мальте 3 декабря 1989 года и распадом Советского Союза 26 декабря 1991 года. Европейский пикник 1989 года привёл в действие мирную цепную реакцию с последующим падением железного занавеса и Берлинской стены, крахом Восточного блока, воссоединением Восточной и Западной Германии и концом Варшавского договора. Советский Союз распался, отчасти из-за его неспособности экономически конкурировать с Соединёнными Штатами и Западной Европой. После 1989 года пришёл конец многим тоталитарным режимам и государствам-клиентам, сложившимся в период Холодной войны. На смену им пришли демократические, авторитарные и олигархические республики.
В Латинской Америке пали военные режимы, поддерживаемые ЦРУ, такие как режим Пиночета (см. вмешательство США в Чили, секретные операции США по смене внешних режимов). Режим Пиночета рухнул в 1990 году. В Юго-Восточной Азии правые диктатуры развития были свергнуты народными восстаниями (см. Жёлтая революция).

### Космическая эра, информационный век и компьютеры

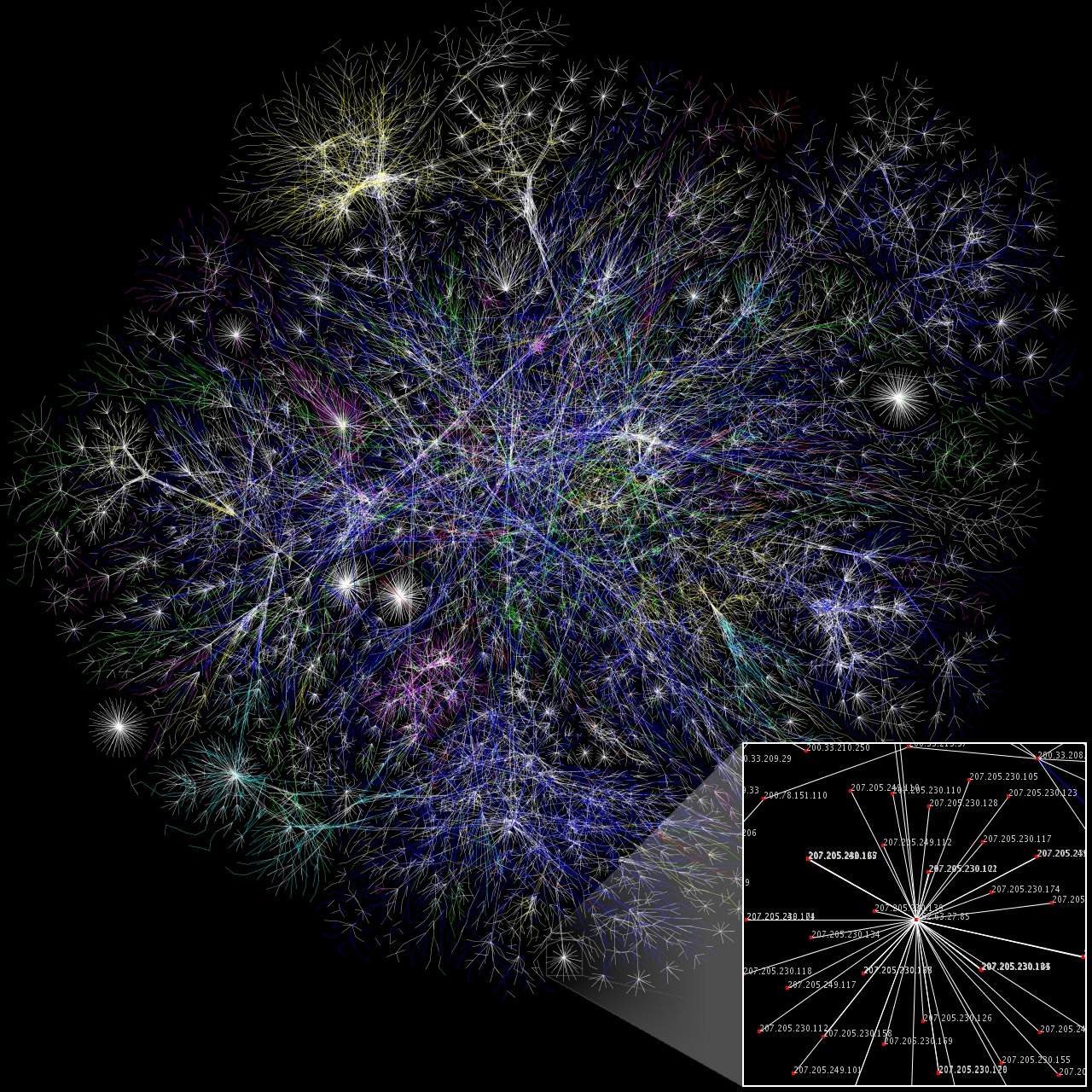
Визуализация различных маршрутов через часть Интернета. Частичная карта интернета 2005 года

С периодом Холодной войны совпадает начало информационной и космической эры.
Космическая эра началась с полёта первых искусственных спутников Земли и полётов людей в космос. Конкуренция между сверхдержавами выражалась в космической гонке, соревновании за то, кто первым посадит автоматические аппараты и людей на Луне и других планетах. Следствием стали исследование космоса, космические технологии и связанные с освоением космоса культурные события.
Информационная эра характеризуется способностью людей свободно передавать информацию и иметь мгновенный доступ к знаниям, которые прежде было бы трудно или невозможно найти. Концепция информационной эры тесно связана с концепцией цифровой революции и связана с переходом от традиционной промышленности, возникшей в результате промышленной революции и индустриализации, к экономике, основанной на обработке информации. Обычно считается, что этот переход начался во второй половине XX века, хотя конкретная дата является предметом дискуссии.
В 1990-х годах цифровая революция разворачивалась в форме развития Интернета, интернет-каталогов и поисковых систем, таких как Yahoo! и Altavista (оба основаны в 1995 г.). К 2001 году каталоги начали уступать место поисковым машинам, в частности Google (основан в 1998 году), который разработал новые подходы к поиску по релевантности. Размер базы данных, который был важной маркетинговой характеристикой в начале 2000-х, сменился акцентом на ранжирование по релевантности, при котором поисковые системы сначала показывают лучшие результаты.
Веб 2.0 стал следующим этапом информационной революции, для которого характерны облегчение коммуникации, обмен информацией, взаимодействие, ориентированное на пользователя и совместная работа во всемирной паутине. Результатом этого этапа стало развитие веб-сообществ, веб-сервисов и веб-приложений. Примерами являются социальные сети, видеохостинги, вики, блоги, гибридные приложения и фолксономии. Социальные сети возникли в начале XXI века как популярная форма социальной коммуникации, в значительной степени заменяющая функции электронной почты, веб-форумов и служб обмена мгновенными сообщениями. Twitter, Facebook и YouTube — это основные примеры социальных сайтов, получивших широкую популярность. В начале XXI века мобильное взаимодействие и доступ в Интернет значительно возросли. К 2010-м годам у большинства людей в развитом мире был доступ к Интернету, и у большинства людей во всем мире были мобильные телефоны. С ростом мобильных вычислений мировые продажи персональных компьютеров упали на 14 % в первом квартале 2013 года. Семантическая паутина (получившая название «Веб 3.0») основана на включении семантического контента в веб-страницы, превращающем сеть, в которой преобладают неструктурированные и частично структурированные документы, в «сеть данных».
С развитием информационных технологий возрастает значение компьютерной безопасности и информационной безопасности, то есть защиты информации и связанных с ней услуг от непреднамеренного или несанкционированного доступа, изменения или уничтожения. Это также подняло вопросы конфиденциальности в Интернете и неприкосновенности частной жизни.

## Позднее современное время

### Терроризм и войны

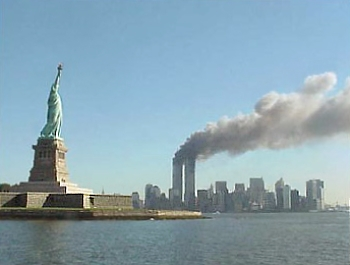
Статуя Свободы и горящий Всемирный торговый центр

Основные политические события 2000-х годов в США и на Ближнем Востоке были связаны с современным терроризмом, войной с терроризмом, войной в Афганистане и войной в Ираке. Теракты 11 сентября, которые рассматриваются в США как «переломный момент» современной истории, были серией скоординированных атак террористов-смертников «Аль-Каиды» на Соединённые Штаты 11 сентября 2001 года. В то утро 19 террористов «Аль-Каиды» захватили четыре пассажирских самолёта. Угонщики намеренно направили два авиалайнера на башни-близнецы Всемирного торгового центра в Нью-Йорке, убив всех, кто находился на борту, и многих из тех, кто работал в зданиях. Оба здания обрушились в течение двух часов, разрушив близлежащие здания и повредив другие. Угонщики разбили третий авиалайнер в Пентагоне в Арлингтоне, штат Вирджиния, недалеко от Вашингтона, округ Колумбия. Четвёртый самолёт врезался в поле недалеко от Шанксвилла в сельском округе Сомерсет, штат Пенсильвания, после того, как некоторые из его пассажиров и членов экипажа попытались восстановить контроль над самолётом, который угонщики направили в Вашингтон, округ Колумбия. Основные события после атак 11 сентября 2001 года включают теракт в московском театре, взрывы в Стамбуле в 2003 году, взрывы в поездах в Мадриде, теракт с заложниками в школе Беслана, взрывы в Лондоне в 2005 году, взрывы в Дели в 2005 году и осаду отеля в Мумбаи в 2008 году. Соединённые Штаты ответили на теракты 11 сентября 2001 года, развязав «глобальную войну с терроризмом», вторгнувшись в Афганистан с целью свергнуть талибов, укрывавших террористов «Аль-Каиды», и приняв Патриотический акт. Многие другие страны также ужесточили своё антитеррористическое законодательство и расширили полномочия правоохранителей для противодействия исламскому терроризму и исламским боевикам.
Вторая война в Персидском заливе началась в марте 2003 года с вторжения в Ирак многонациональных сил. Вторжение в Ирак привело к оккупации и, в конечном итоге, захвату Саддама Хусейна, который позже был казнён иракским правительством. Насилие против сил коалиции и между различными группами вскоре привело к асимметричной войне с иракскими повстанцами, раздорам между суннитскими и шиитскими иракскими группировками и операциям «Аль-Каиды» в Ираке. Свидетельства о военных преступлениях, совершённых и санкционированных Министерством юстиции США, вызвали споры во всем мире и помогли развеять представление о Соединённых Штатах как освободительной силе в войне против террора. Страны-члены коалиции вывели свои войска под давлением общественного мнения, ответственность за безопасность в Ираке легла на иракские силы. В конце 2008 года правительства США и Ирака одобрили Соглашение о статусе вооружённых сил, действовавшее до конца 2011 года, а парламент Ирака ратифицировал стратегическое рамочное соглашение с США, направленное на обеспечение международного сотрудничества в области конституционных прав, сдерживания угроз, образования, развития энергетики и в других областях. В 2009 году президент США Барак Обама объявил о выводе войск в течение 18 месяцев. В 2011 году Соединённые Штаты официально объявили о прекращении войны в Ираке.
Арабская весна началась в 2010 году с антиправительственных протестов в мусульманском мире, но быстро переросла в полномасштабные военные конфликты в таких странах, как Сирия, Ливия и Йемен, а также привела к появлению различных групп боевиков, включая Исламское государство (ИГ). ИГ пользовалось платформами социальных сетей, включая Twitter, для вербовки иностранных боевиков со всего мира и захватило значительные части территории в Ираке, Сирии, Афганистане и на Синайском полуострове в Египте. С другой стороны, некоторые военизированные организации смогли договориться о мире с правительствами, включая Исламский фронт освобождения моро на Филиппинах в 2014 году. Присутствие ИГ и тупиковая ситуация в сирийской гражданской войне вызвали миграцию беженцев в Европу, а также стимулировали громкие террористические атаки и вооружённые конфликты по всему миру, такие как теракты в Париже в ноябре 2015 года и бои за Марави на Филиппинах в 2017 году. В 2014 году Соединённые Штаты решили вмешаться против Исламского государства в Ираке, и к концу 2018 года большинство боевиков ИГ были изгнаны. Россия и Иран также совместно начали кампанию против ИГ в Сирии в поддержку президента Сирии Башара аль-Асада, что противоречило целям Соединённых Штатов.
Война на Донбассе в 2014—2022 годах и падение рейтингов президента России Владимира Путина привели Россию к полномасштабному вторжению на территорию Украины в 2022 году. За этим последовали беспрецедентные санкции в отношении российских политических лиц и российских секторов науки, экономики, продовольствия, инноваций и технологий. Также последовали первый с 1998 года дефолт, массовые акции протеста против вторжения, мобилизация и крупнейший с начала 1990-х годов кризис.

### Великая рецессия

Страны по темпам роста реального ВВП в 2014 год. (Страны, обозначенные коричневым цветом, находились в состоянии рецессии)

В начале 2000-х годов наблюдался глобальный рост цен на биржевые товары и жильё, положивший конец сырьевой рецессии 1980—2000 годов. Ценные бумаги, обеспеченные ипотекой США, риски которых трудно было оценить, продавались по всему миру, и широкий кредитный бум подпитывал глобальный спекулятивный пузырь в сфере недвижимости и акций. На финансовую ситуацию также повлиял резкий рост цен на нефть и продукты питания. Обрушение пузыря на американском рынке жилья привело к резкому падению стоимости ценных бумаг, привязанных к ценам на недвижимость, что нанесло ущерб финансовым учреждениям. Кризис, начавшийся в США в 2007 году, был наиболее серьёзной экономической рецессией, вызванной финансовым кризисом. Финансовый кризис был связан с практикой кредитования финансовых институтов и тенденцией секьюритизации ипотечных кредитов в США, с убытками по субстандартным кредитам и другим рискованным кредитам, завышением цен на активы.
Великая рецессия распространилась на большую часть промышленно развитого мира и вызвала замедление экономической активности. Глобальная рецессия произошла в экономической среде, характеризующейся различными дисбалансами. Эта глобальная рецессия привела к резкому падению международной торговли, росту безработицы и падению цен на сырьевые товары. Рецессия возобновила интерес к кейнсианским экономическим идеям о том, как бороться с рецессией. Однако ряд промышленно развитых стран продолжал проводить политику жёсткой экономии для сокращения дефицита и расходов вопреки кейнсианским теориям. С конца 2009 года начался европейский долговой кризис, среди инвесторов возникли опасения по поводу роста государственного долга и понижения рейтингов некоторых европейских государств. Опасения усилились в начале 2010 года, после чего государственным органам стало сложно или невозможно рефинансировать свои долги. 9 мая 2010 года министры финансов стран Европы одобрили пакет мер на сумму 750 млрд евро, направленных на обеспечение финансовой стабильности. Европейский фонд финансовой стабильности (EFSF) стал механизмом специального назначения, финансируемым членами еврозоны для борьбы с европейским кризисом суверенного долга. В октябре 2011 года лидеры еврозоны согласовали ещё один пакет мер, направленных на предотвращение краха экономик стран-членов. На три наиболее пострадавших страны — Грецию, Ирландию и Португалию — в совокупности приходится шесть процентов валового внутреннего продукта (ВВП) еврозоны. В 2012 году министры финансов еврозоны достигли соглашения о втором пакете помощи Греции в размере 130 млрд евро. В 2013 году Европейский Союз согласился на выделение экономической помощи Кипру в размере 10 млрд евро.

## Современный мир

### Настоящее и будущее
Современная история находится на стыке между прошлым и будущим. На этом стыке долгосрочные тенденции исторического развития исследуются с помощью методов исторической науки, футурологии, прогностики, ретрополяции. С момента, когда люди задались вопросом о своём прошлом, они пытались найти в нём «уроки», которые можно было бы извлечь из его изучения, исходя из принципа, что понимание прошлого означает контроль над будущим. Известная цитата Джорджа Сантаяны гласит: «Кто не помнит своего прошлого, обречён пережить его вновь». Арнольд Тойнби в своём монументальном «Постижении истории» искал закономерности в циклах подъёма и падения цивилизаций. Уильям и Ариэль Дюрант посвятили свою книгу 1968 года «Уроки истории» обсуждению «событий и комментариев, которые могут пролить свет на текущие дела, будущие возможности … и поведение государств». Обсуждение уроков истории часто имеет тенденцию чрезмерно сосредотачиваться на исторических деталях или, наоборот, на радикальных историографических обобщениях.

### Вызовы и проблемы

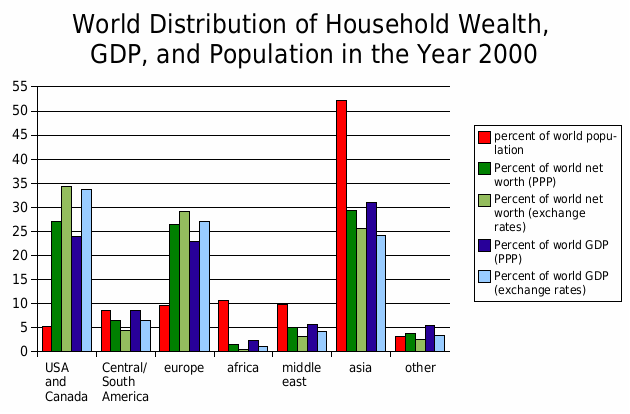
Мировое распределение богатства и населения в 2000 г.

В современную эпоху мир сталкивается с рядом вызовов и проблем. Компьютеры, интернет, роботизация и другие современные технологии радикально изменили повседневную жизнь. Перспективные и новые технологии охватывают передовые разработки в области транспорта, информационных технологий, биотехнологии, робототехники, прикладной механики, материаловедения и других сферах. Появление новых и конвергенция существующих технологий ведут к изменениям в жизни общества, разрешению имевшихся и возникновению ещё более сложных проблем и вызовов. Инновации, которые влияют на жизнь общества, включают в себя автономный транспорт, развитие новых форматов связи, средств и способов вычисления, коммерческих космических программ и многие другие.
Усилилась глобализация, которую многие ошибочно ассоциируют с американизацией и воспринимают как угрозу. В некоторых странах развивающегося мира, особенно на Ближнем Востоке, глобализация усилила антизападные и антиамериканские настроения, несмотря на многолетние попытки ООН привнести на эти территории образование и медицину, снизить уровень религиозного фанатизма и дискриминации.
Тем временем, английский язык стал ведущим языком в мире, и для людей, которые на нём не говорят, языковой барьер во все большей степени становится барьером для развития.
Богатство сосредоточено в промышленно развитых странах «большой семёрки» и странах Запада, а также среди нескольких азиатских стран и стран ОПЕК. В 2000 году 1 % взрослого населения владел 40 % мировых активов, а 10 % взрослого населения владели 85 % всех мировых активов. 50 % взрослого населения владели лишь 1 % мирового богатства. Другое исследование показало, что 2 % самых богатых владеют более чем половиной активов домохозяйств в мире. При этом распределение довольно быстро менялось в сторону ещё большей концентрации богатства.

### Изменение климата

Повышение температуры поверхности Земли в XX веке

Изменение климата и глобальное потепление ставят во главу угла климатические вопросы. За последнее столетие были даны самые разные объяснения тем факторам, которые привели к глобальному потеплению. Повышение средней температуры приземного воздуха и океанов Земли началось приблизительно с середины XX века и, согласно прогнозам, оно будет продолжаться как минимум до середины XXI века. Глобальное потепление вызывает как позитивные, так и негативные последствия для окружающей среды и для жизни людей. В отчёте МГЭИК от 2001 года говорилось, что отступление ледников, разрушение шельфового льда, например, шельфового ледника Ларсена, повышение уровня моря, изменение режима выпадения осадков, а также увеличение интенсивности и частоты экстремальных погодных явлений частично объясняются глобальным потеплением. Другие ожидаемые эффекты включают нехватку воды в одних регионах и увеличение количества осадков в других, изменение снежного покрова в горах и неблагоприятные последствия для здоровья от более высоких температур.
Обычно невозможно связать конкретные погодные явления с воздействием человека на мир. Однако такое воздействие влияет на общее распределение и интенсивность погодных явлений, например, изменение частоты и интенсивности сильных осадков. Среди последствий климатических изменений эксперты называют отступление ледников, сокращение льдов Арктики и повышение уровня моря во всем мире. Другие эффекты могут включать изменения урожайности сельскохозяйственных культур, появление новых торговых путей, вымирание живых видов и появление новых, а также изменения в спектре переносчиков болезней. Например, до 2009 года ледяной покров в арктическом Северо-Западном проходе препятствовал регулярному морскому судоходству в этом районе в течение большей части года, но изменение климата привело к сокращению паковых льдов, и это сокращение льдов Арктики сделало водные пути более судоходными.